# Thomas Hoff
Thomas John „Tom” Hoff (ur. 9 czerwca 1973 w Chicago) – amerykański siatkarz, medalistka igrzysk olimpijskich.

## Życiorys
Hoff reprezentował Stany Zjednoczone podczas igrzysk 2000 w Sydney. Zagrał wówczas we wszystkich pięciu meczach fazy grupowej po których jego zespół zakończył olimpijską rywalizację na ostatnim miejscu w tabeli. W 2001 rozpoczął grę w greckim klubie Iraklis Saloniki. W tym samym roku wraz z reprezentacją zdobył srebrny medal na rozgrywanych w Bridgetown mistrzostwach Ameryki Północnej, Środkowej i Karaibów. W sezonach 2001/2002 oraz 2004/2005 wygrywał ligę grecką. W 2004, w Atenach ponownie zagrał na igrzyskach. Wystąpił we wszystkich meczach fazy grupowej, w wygranym ćwierćfinale z Grecją, przegranym półfinale z Brazylią oraz w pojedynku o trzecie miejsce, w którym amerykanie ulegli reprezentacji Rosji.
W 2005 amerykańska reprezentacja z Hoffem w składzie tryumfowała podczas mistrzostw Ameryki Północnej, Środkowej i Karaibów 2005 w Winnipeg i zdobyła srebrny medal podczas Pucharu Wielkich Mistrzów. W tym też roku został wybrany MVP w greckiej lidze siatkówki. W sezonie 2005/2006 wystąpił w finale Ligi Mistrzów. Hoff został wyróżniony jako najlepiej atakujący w turnieju. Z Iraklisem wygrał w finale pucharu Grecji. Po sezonie przeniósł się do rosyjskiego Biełogorje Biełgorod, w którym grał do 2007 kiedy to podpisał kontrakt z Fakiełem Nowy Urengoj.
W 2007 Hoff wraz z reprezentacją wywalczył trzecie miejsce podczas rozgrywanego w Katowicach finałowego turnieju Ligi Światowej. W następnej edycji tego turnieju, który zorganizowany był Rio de Janeiro amerykanie odnieśli zwycięstwo. Dwa tygodnie po finale LŚ rozpoczął się olimpijski turniej w Pekinie. Amerykanin zagrał podczas wszystkich spotkań, w tym Serbią w ćwierćfinale, Rosją w półfinale oraz z Brazylią w finale. Po zdobyciu złota na igrzyskach powrócił do ligi greckiej jako zawodnik Olympiakosu Pireus. W sezonie 2008/2009 ze swoim klubem wygrał grecką ligę oraz puchar.
Ponadto Hoff brał udział w mistrzostwach świata w 1998 i 2006 oraz w Pucharze Świata 1999, 2003 i 2007.

## Sukcesy
Reprezentacyjne
- Igrzyska olimpijskie
  - 2000 – faza grupowa
  - 2004 – 4. miejsce
  - 2008 – 1. miejsce
- Mistrzostwa świata
  - 1998 – 9. miejsce
  - 2006 – 10. miejsce
- Liga Światowa
  - 2007 – 2. miejsce
  - 2008 – 1. miejsce
- Puchar Świata
  - 1999 – 4. miejsce
  - 2003 – 4. miejsce
  - 2007 – 4. miejsce
- Puchar Wielkich Mistrzów
  - 2005 – 2. miejsce
- Mistrzostwa Ameryki Północnej, Środkowej i Karaibów
  - 2001 – 2. miejsce
  - 2005 – 1. miejsce

Klubowe
- Z Iraklisem Saloniki
  - Grecka Liga Siatkówki A1
    - 2001/2002 – 1. miejsce
    - 2003/2004 – 2. miejsce
    - 2004/2005 – 1. miejsce
    - 2005/2006 – 2. miejsce

  - Puchar Grecji
    - 2002/2003 – 3. miejsce
    - 2004/2005 – 1. miejsce
    - 2005/2006 – 1. miejsce

  - Liga Mistrzów
    - 2004/2005 – 2. miejsce
    - 2005/2006 – 2. miejsce
- z Olympiakosem Pireus
  - Grecka Liga Siatkówki A1
    - 2008/2009 – 1. miejsce

  - Puchar Grecji
    - 2008/2009 – 1. miejsce